# Gay street (Roma)

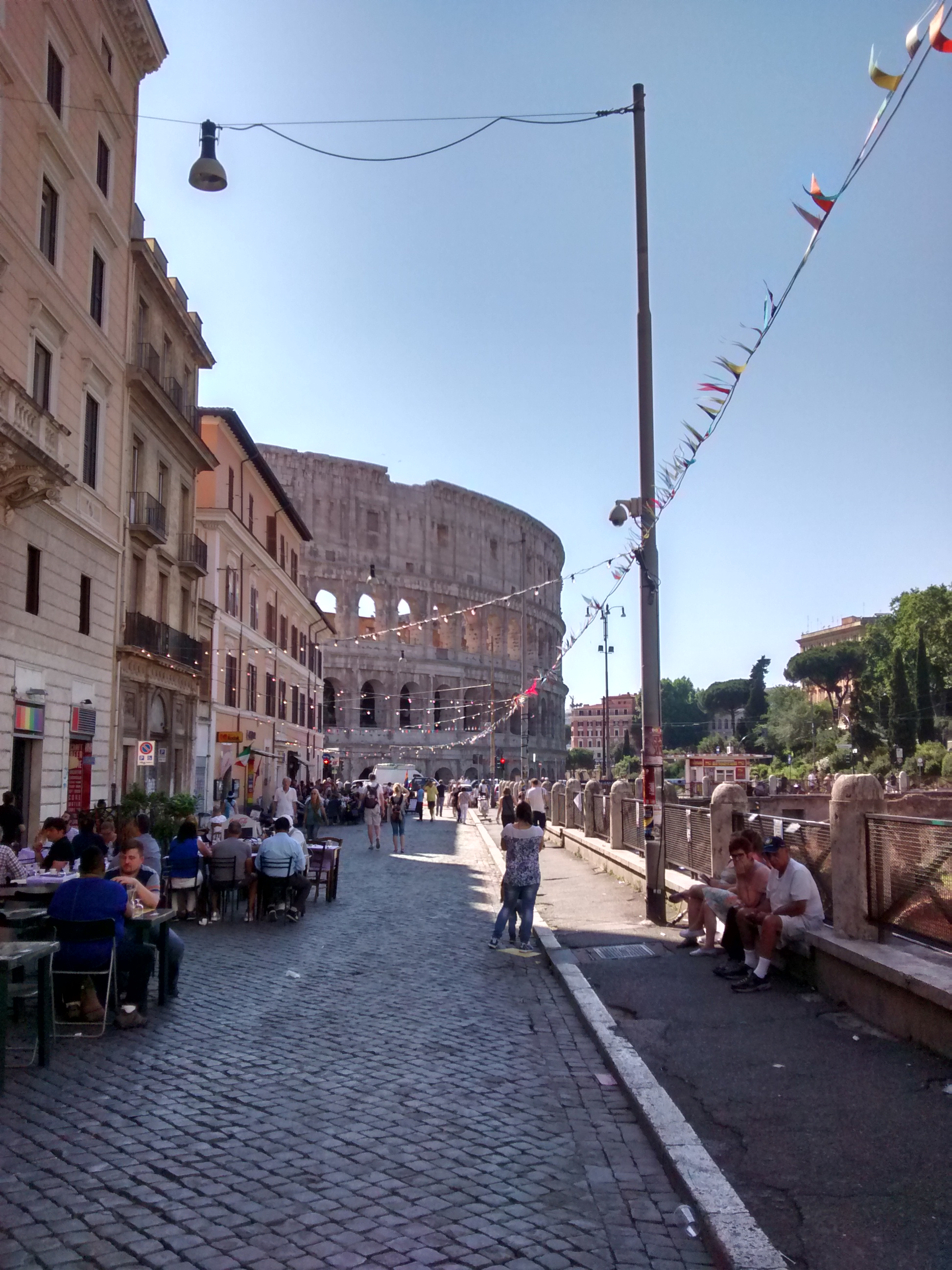
Gay Street di Roma.

Gay Street (em italiano: Gay Street di Roma) é uma área em Roma, capital da Itália, designada como um bairro LGBTQIA+. Trata-se de uma área comercial e de bares de 300 metros no centro da cidade, na Via San Giovanni in Laterano, uma rua que leva ao flanco leste do Coliseu. Foi formalmente designada em 2007. As cerimônias de abertura, lideradas pela organização LGBT italiana Arcigay, contaram com a presença de celebridades e políticos nacionais e municipais.